# Bercloux
Bercloux ist eine französische Gemeinde mit 447 Einwohnern (Stand: 1. Januar 2022) im Département Charente-Maritime in der Region Nouvelle-Aquitaine (vor 2016: Poitou-Charentes); sie gehört zum Arrondissement Saint-Jean-d’Angély und zum Kanton Chaniers. Die Einwohner werden Berclaudiens und Berclaudiennes genannt.

## Geographie
Bercloux liegt etwa 66 Kilometer südöstlich von La Rochelle. Umgeben wird Bercloux von den Nachbargemeinden Nantillé im Nordwesten und Norden, Authon-Ébéon im Norden und Osten, Migron im Südosten, Brizambourg im Süden sowie Écoyeux im Südwesten und Westen.

## Bevölkerungsentwicklung
| Jahr                       | 1962 | 1968 | 1975 | 1982 | 1990 | 1999 | 2008 | 2019 |
| Einwohner                  | 416  | 381  | 365  | 332  | 312  | 325  | 382  | 443  |
| Quellen: Cassini und INSEE |      |      |      |      |      |      |      |      |

## Sehenswürdigkeiten

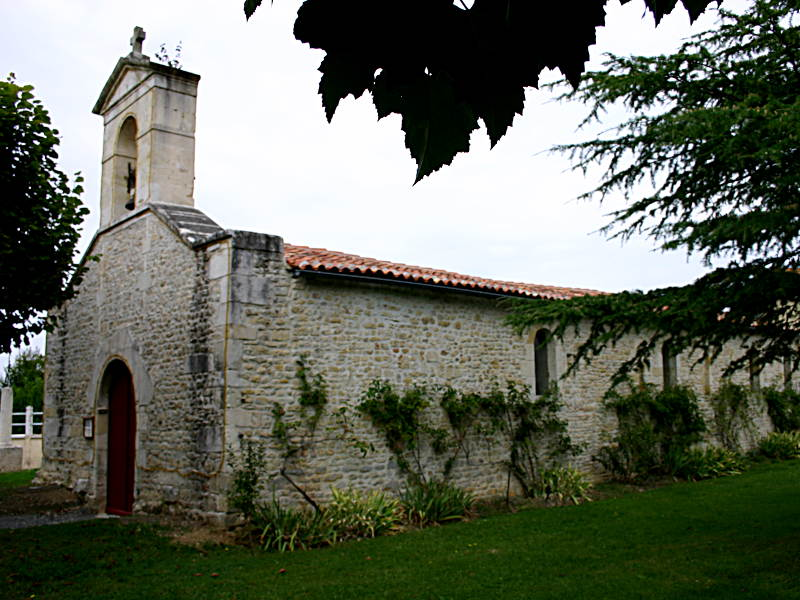
Kirche Mariä Himmelfahrt

- Kirche Mariä Himmelfahrt